# Sant'Antonino Ticino
Sant'Antonino Ticino (Sant Antonin in dialetto varesotto) è una frazione del comune di Lonate Pozzolo, in provincia di Varese, e conta 1 797 abitanti, suddivisi in 665 nuclei familiari.

## Origini del nome
La tradizione locale vuole che l'antico nome del paese fosse Cascina del Pozzo e che al suo pozzo sostasse, per abbeverare il cavallo, il soldato Antonino, di passaggio verso la regione in cui sarebbe stato martirizzato insieme con i commilitoni cristiani. La chiesa del luogo, intitolata al santo, esisteva già alla fine del Duecento: la ricorda un repertorio ecclesiastico milanese.
Per quanto piccolo, il paese fu comune a sé stante fino all'anno 1869 quando, per decreto regio, fu trasformato in frazione di Lonate Pozzolo, riprendendo un provvedimento già messo in atto da Napoleone nel 1809. Segni tipici del comune medievale sono considerati i consoli, il pozzo comunale, la piazza, il fossato, tutte realtà attestate anche per Sant'Antonino oltre che per il suo capoluogo.

## Storia

### Il campo delle olle
Lo storico Gian Domenico Oltrona Visconti, discendente dei feudatari di Sant'Antonino Ticino, nella sua storia di Lonate del 1969 scriveva: "Nella frazione di Sant'Antonino fu reperita un'ara romana ora al museo di Legnano, che la tradizione locale direbbe proveniente da Castelseprio; fu anche ritrovato qualche oggetto fittile nel campo poi detto « delle olle » in via Baracca su proprietà ora Airoldi".
Quanto al "campo delle olle", questa denominazione non è una romantica invenzione del nostro secolo: essa figura in ben due atti notarili. Nella divisione dei beni tra gli eredi di Giovanni Battista Torno e di suo fratello don Andrea, avvenuta nell'anno 1699, figura un "campo delle Olle" in territorio di Sant'Antonino, di due pertiche e due tavole, confinante a monte con una strada e a sud con un fondo del monastero lonatese di San Michele. Anche nella divisione dei beni tra i fratelli Vincenzo e don Giuseppe Brusatori, avvenuta nel 1806, compare un "campo detto alle Ole", di pertiche 1,2. Poiché tali atti indicano proprietario e perticato, non è difficile identificare il luogo con il campo aratorio con moroni intestato nel 1753 ad Antonio Airoldi e sito nell'attuale via Baracca, in prossimità dell'incrocio fra la strada vecchia per Castano Primo e quella per Vanzaghello.
La denominazione del campo fa pensare ad una necropoli, probabilmente piccola, costituita da vasi contenenti le ceneri dei defunti cremati: vasi di fattura povera, poco diversi da quelli di cucina, collocati senza protezione direttamente nella nuda terra, secondo usanze di origine celtica, continuate attraverso l'età romana ed ampiamente attestate nell'alto Milanese. Potrebbe trattarsi, in linea con una prassi ampiamente riscontrata nel Gallaratese, di insediamenti di individui subalterni, forse schiavi, mandati alla ricerca di risorse da sfruttare (calce, argilla, legname) una volta esaurite le risorse nelle zone di insediamento precedente. Sono le zone che gli archeologi fanno corrispondere alle fasce percorse dalle strade romane: la Milano-Gallarate-Sesto Calende-Angera e la Milano-Magenta-Novara-Vercelli. Più vicina a Sant'Antonino passava la via tardoromana Como-Gallarate-Lonate-Turbigo-Novara. La necropoli è di epoca anteriore alla diffusione del cristianesimo: col cristianesimo, infatti, si adottò l'inumazione dei defunti.

### L'ara romana
Non è questa delle "olle" l'unica testimonianza archeologica della Sant'Antonino romana. C'era anche un'ara romana con iscrizione, tanto corrosa da non risultare leggibile: il comune di Lonate la cedette al museo di Legnano nel 1933. Non si conosce quale fosse il suo posto nel territorio di Sant'Antonino.

### Sant'Antonino Ticino nel Medioevo
Sant'Antonino Ticino era comune autonomo già nel tardo medioevo, appartenente alla pieve civile di Dairago, quando le piccole comunità civili erano guidate da uno o due consoli ed erano generalmente intestatarie di qualche bene immobile. La prima citazione in tal senso risale all'anno 1369.
Nel 1383 e nel 1488, secondo le pergamene medioevali recentemente pubblicate nel volume "Antiche pergamene dei soppressi monasteri di Lonate Pozzolo", il comune di Sant'Antonino era già proprietario di terreni in loco e a Lonate. Nell'atto del 1354 ad esempio si istituiva la cappellania di San Taddeo da parte del nobile Villano Crivelli, che volle la chiesina superstite nella contrada omonima, sopra la porta d'ingresso della quale vi è ancor oggi una lastra-ricordo; questo atto menziona una strada del comune dentro l'abitato ed il fossato intorno allo stesso. Gli statuti di Milano del 1346 concernenti le più importanti strade del ducato prevedevano, per la Milano-Novara, un tributo obbligatorio per tutti i proprietari di "el loco de Santo Antoniolo", sì per li nobili como li vicini. Nobili proprietari in Sant'Antonino furono nel medioevo i Bodio, i Crivelli, i Carcano, ai quali poi si aggiunsero i Della Croce, i Piantanida, e soprattutto gli Oltrona Visconti. Soltanto nel Settecento le carte ci danno notizie dell'esistenza del pozzo pubblico e della piazza; anche se è probabile che quest'ultima potrà venire retrodatata nel corso di nuove esplorazioni archivistiche.
Nel 1496, essendo cresciuta la popolazione, Sant'Antonino si costituì in parrocchia autonoma da Magnago, di cui prima era parte. Il beneficio parrocchiale si costituì con beni offerti da benestanti delle famiglie Bodio e Luoni. La popolazione continuò a crescere: 200 persone circa nel 1581, 280 nel 1655, 379 nel 1750. Il celebre Catasto di Maria Teresa del 1722 e le planimetrie dell'abitato del 1856 non mostrano sostanziali differenze, segno che la densità di popolazione si era accresciuta, ma anche che vi era stata un'emigrazione verso le terre d'oltralpe e d'oltremare.

### Sant'Antonino Ticino nel Sette e Ottocento
Secondo la mappa del 1722 l'abitato era costituito da una trentina di caseggiati, disposti sui due lati delle vie disegnate senza denominazione, corrispondenti alle odierne Giassi, Madonna, San Taddeo, con pochi caseggiati nella zona dell'odierna via Baracca, ancora separati dall'abitato: tutte case di massari, tranne le dieci con annesso giardino che i proprietari nobili Bodio, Cermelli, Piantanida, Oltrona utilizzavano come loro abitazione. Al centro del paese la piazza aveva un'osteria e una macelleria, due torchi da vino e uno da olio. In uscita dall'abitato le strade conducevano a Lonate Pozzolo, a San Macario, a Vanzaghello, a Castano Primo, verso il Ticino. È del 1804 la strada esterna di collegamento con Tornavento, del 1814 la strada rettilinea dalla piazza del paese alla stradale da Lonate a Busto.
Nell'Ottocento il paese aveva il suo convocato generale e, dopo l'Unità d'Italia, ebbe il suo consiglio comunale e il suo sindaco (l'ultimo fu un Brusatori). Lo stato delle anime del 1850 dà 719 abitanti, raccolti in 32 cortili, forse corrispondenti ad altrettanti numeri civici: almeno 10 cortili contavano 30 e più individui. È attestata poi nell'anno 1832 la presenza in piazza di una vasca comunale per la raccolta delle acque piovane, il forno comunale e il pozzo pubblico. L'industrializzazione portò in paese la tessitura Giudici, l'officina Santino Brusatori, il cotonificio Candiani, attestati nel 1900: il cotonificio passò nel 1918 in proprietà di Michele Solbiati. La guida Taglioretti del 1911 segnala un circolo S. Giuseppe, un circolo S. Antonino, le scuole elementari.

### Sant'Antonino Ticino nel Novecento
Le abitazioni mantennero carattere rurale fino alla metà del Novecento. Taluni cortili hanno ancora dimensioni grandiose e talvolta sono persino intercomunicanti (in dialetto li si chiama i tri stàj). Fra le poche strutture nuove sorte in zone allora periferiche è da ricordare l'asilo infantile, del 1925 circa. Lo sviluppo dell'abitato iniziò dopo il 1960, quando cominciarono ad essere messe in vendita le estese proprietà degli Oltrona Visconti.

## Monumenti e luoghi d'interesse

### Architetture religiose
- Nuova parrocchiale di Sant'Antonino
- Antica chiesa di Sant'Antonino, già attestata alla fine del XIII secolo.

### Architetture civili

#### Villa Oltrona Visconti
Circondata da un ampio parco a lato della via Giassi (che nel nome ricorda due cugini partigiani antifascisti caduti nella Resistenza), Villa Oltrona Visconti si trova in adiacenza all'antica chiesa di Sant'Antonino. Già appartenuta ai Bodio, la villa si compone di numerosi edifici, rimaneggiati più volte nel corso del Seicento e del Settecento e disposti a "S", in modo tale da formare due cortili separati. Internamente, spiccano una sala in stile neoclassico e un salone d'onore disposto su due livelli.

#### Villa Sormani
In via Giassi sorge anche villa Sormani, ottocentesca ma oggetto di più recenti trasformazioni .

### Altro
In via Baracca 8 rimane una Madonna con Bambino dipinta intorno al 1910 dal pittore Luigi Brusatori, a quel tempo abitante a Sant'Antonino Ticino.
In piazza, sopra la porta del bar Mainini, si trova una Madonna del Carmine, dipinta nel 1930 circa dal pittore locale Angelo Galloni.

## Società

### Feste tradizionali
Oltre alle tipiche ricorrenze religiose, civile e tradizionali, sono due le principali feste a scandire la vita a Sant'Antonino Ticino:
La festa popolare di luglio in onore della Madonna del Carmine
Festa di devozione popolare alla Beata Vergine Maria del Monte Carmelo (la cui celebrazione ufficiale ricorre il 16 luglio) viene festeggiata la terza domenica del mese di luglio. In essa prevale la parte goliardica con balli e canti all'aperto, musica, salamini e giochi. Fino a pochi anni uno dei principali giochi era l'albero della cuccagna. La festa ha assunto con l'andare del tempo la caratteristica di festa propria dell'intero paese. Nel giorno del 16 luglio a chiusura o apertura della festa (a seconda del calendario) si svolge la tradizionale processione in onore della Madonna. La statua della Madonna viene posta su un carro addobbato di fiori per l'occasione e gira, accompagnata dai fedeli, per le vie del paese. Tale festa è nota anche come “Festa di luglio” oppure come festa “della terza di luglio”.
Festa Patronale di Sant'Antonino Martire
Festa di carattere più religioso rispetto alla festa di luglio, ricorre nel mese di novembre solitamente la seconda domenica del mese. In essa si festeggia Sant'Antonino martire (celebrazione ufficiale il 13 novembre) che dà il nome al paese ed è titolare della chiesa parrocchiale. In tale festa è usanza il rito del faro o pallone: il sacerdote, all'inizio della solenne celebrazione in onore del Martire, subito dopo l'ingresso, dà fuoco ad un pallone appeso ai piedi dell'altare. Tale rito simboleggia la caducità dei valori mondani. In tale festa è ancora abitualmente raccolta l'offerta detta “della Primizia”. Fino a pochi anni fa la festa iniziava nella serata del sabato precedente con il gioco della tombola, la serata insieme prendeva il nome di tombolata.

## Infrastrutture e trasporti
Sul territorio della frazione è presente uno dei depuratori più grandi della Lombardia (e il più grande della provincia di Varese) che dà servizio ad un bacino territoriale sul quale sono presenti circa 300 000 abitanti, ed in particolare alle città di Busto Arsizio e Gallarate, oltreché all'Aeroporto di Malpensa.